# الحروب اليهودية الرومانية
كانت الحروب اليهودية الرومانية سلسلة من الثورات واسعة النطاق قام بها يهود شرق المتوسط ضد الإمبراطورية الرومانية من عام 66 إلى 135. كانت الحرب اليهودية الرومانية الأولى (66–73) وثورة بار كوخبا (132–136) انتفاضات قومية تسعى لاستعادة الدولة اليهودية المستقلة، بينما كانت حرب كيتوس أشبه بنزاع ديني عرقي، ودارت معظم معاركها خارج حدود مقاطعة يهودا. ولذا تستخدم بعض المصادر لفظ الحروب الرومانية اليهودية للإشارة لأول حدثين فقط، بينما تضم بعض المصادر الأخرى الحدث الأخير عندما تشير للحروب اليهودية الرومانية.

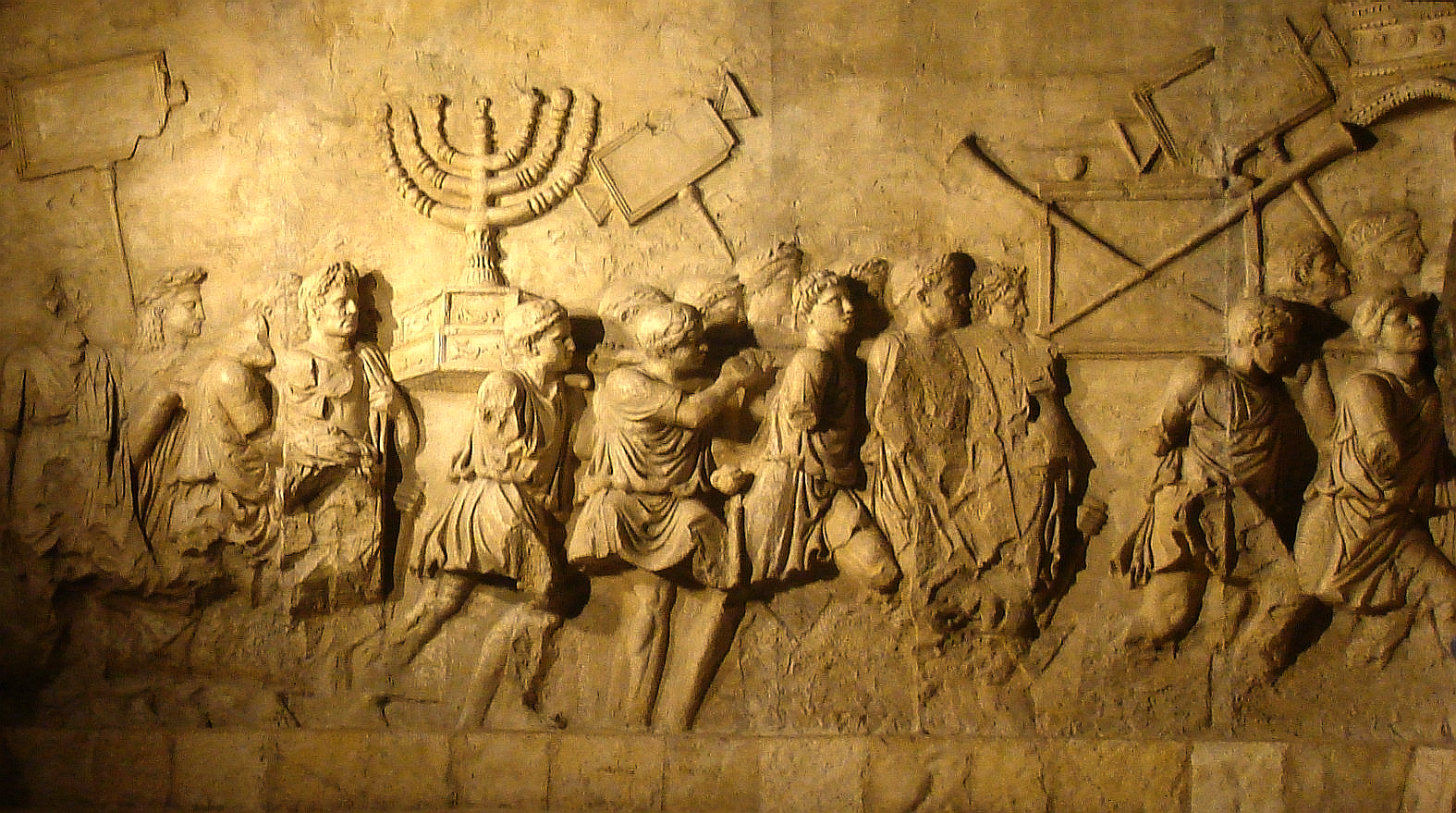
نقشٌ على قوس نصرٍ روماني هو عبارة عن نسخة من اللوحة الأصليَّة الموجودة اليوم في متحف "بيت الشتات" بحرم جامعة تل أبيب، ويظهر فيه الرومان وهم يحملون الغنائم التي حصلوا عليها من هيكل بيت المقدس.

أثرت الحروب اليهودية الرومانية تأثيرًا بالغًا في الشعب اليهودي، إذ أنها حولتهم من أمة كبيرة في منطقة شرق البحر المتوسط إلى أقلية مبعثرة ومضطهدة. وُصفت الحروب اليهودية الرومانية في أحيان كثيرة بأنها كارثة حلت على المجتمع اليهودي. أثرت تلك الأحداث كذلك تأثيرًا كبيرًا في اليهودية، فقد دُمر المعبد الثاني في أورشليم على يد جنود تيتوس في عام 70. ورغم أن اليهود كانوا يتمتعون ببعض مظاهر الحكم الذاتي في منطقة الجليل حتى القرن الرابع وأقاموا ولاية يهودية ساسانية ذاتية الحكم رغم أنها لم تدم طويلًا، لم يتمكن اليهود من استعادة السيطرة على منطقة جنوب بلاد الشام نهائيًا إلا في منتصف القرن العشرين عندما أُسست دولة إسرائيل الحديثة في عام 1948م.

## خلفية
انضمت مملكة السلالة الهيرودية رسميًا للإمبراطورية الرومانية عام 6 في ظل الهيمنة الرومانية على منطقة شرق المتوسط وإقامة مقاطعة يهودا الرومانية. أثار تحول الربعية الهيرودية لمقاطعة رومانية إلى قدر كبير من التوتر، ونشبت ثورة يهودية بقيادة يهوذا الجليلي على الفور استجابةً لاكتتاب كيرينيوس.
ورغم انتشار السلام في المنطقة لفترة قصيرة في البداية (فيما بين عامي 7 و26)، ظلت تلك المقاطعة مصدر الكثير من المتاعب في عهد الإمبراطور كاليغولا بعد عام 37. تعددت أسباب التوتر في شرق الإمبراطورية الرومانية، وارتبطت بعدة عوامل مثل انتشار الثقافة اليونانية، والقانون الروماني، وحقوق اليهود في الدولة الرومانية. لم يكن كاليغولا يثق بالوالي الروماني في مصر، أولوس أفيليوس فلاكوس. فقد كان فلاكوس يكن الولاء لتيبيريوس، وتآمر ضد أم كاليغولا وكان على صلة بالانفصاليين المصريين. وفي عام 38 أرسل كاليغولا أغريباس الأول إلى الإسكندرية دون إعلان مسبق لتفقد حال فلاكوس. وعلى حسب رواية فيلون السكندري، قُوبلت تلك الزيارة بالسخرية من جانب اليونانيين الذين كانوا يعتبرون أغريباس ملكًا على اليهود. حاول فلاكوس استرضاء كلًا من اليونانيين وكاليغولا بوضع تماثيل الإمبراطور داخل المعابد اليهودية. ونتج عن ذلك أعمال شغب دينية واسعة في الإسكندرية. استجاب كاليغولا لذلك بعزل فلاكوس من منصبه وإعدامه. وفي عام 39 اتهم أغريباس هيرودوس أنتيباس، حاكم الجليل وبيرية، بالتخطيط للتمرد على الحكم الروماني بمساعدة فرثيا. اعترف هيرودوس أنتيباس بذلك وحكم عليه كاليغولا بالنفي، وكافأ أغريباس بإعطائه الأراضي التي كان يمتلكها هيرودوس.
اندلعت المشاحنات بين اليهود واليونانيين من جديد في الإسكندرية عام 40. اُتهم اليهود بعدم احترامهم للإمبراطور. وقعت عدة منازعات كذلك في مدينة يفنه، حيث غضب اليهود من إقامة مذابح مصنوعة من الطين ودمروها. استجاب كاليغولا لذلك وأمر بإقامة تمثال له في معبد أورشليم بما يتعارض مع مبدأ التوحيد اليهودي. كتب فيلو الإسكندري معلقًا على ذلك أن كاليغولا «كان ينظر لليهود نظرة مملوءة بالشك كما لو كانوا وحدهم من يكنون الضغينة تجاهه». تماطل حاكم مقاطعة سوريا الرومانية، بوبليوس بيترونيوس، في تنفيذ أمر الإمبراطور لعام كامل تقريبًا خشيةً من الحرب الأهلية التي قد تندلع بسبب هذا الفعل. أقنع أغريباس كاليغولا في النهاية بالتراجع عن ذلك الأمر. ورغم ذلك، لم تتجنب يهودا حدوث حرب شاملة من شأنها أن تجتاح الإمبراطورية الرومانية الشرقية بأكملها إلا بموت الإمبراطور كاليغولا على يد المتآمرين الرومان في عام 41.

## تسلسل الأحداث
تضم الحروب اليهودية الرومانية ما يلي:
- الحرب اليهودية الرومانية الأولى (66–73) – تُدعى أيضًا الثورة اليهودية الأولى أو الثورة اليهودية العظمى التي بدأت من عام 66 مرورًا بسقوط حصن الجليل عام 67، وتدمير أورشليم والهيكل الثاني ومؤسسة الضرائب اليهودية عام 70، وحتى سقوط حصن جبل مسعدة عام 73.
- حرب كيتوس (115–117) – تُدعى أيضًا «تمرد المنفيين» أو الحرب اليهودية الرومانية الثانية.
- ثورة بار كوخبا (132–136) – تُدعى أيضًا الحرب اليهودية الرومانية الثانية دون احتساب حرب كيتوس، أو الثالثة مع احتسابها.

## تاريخ

### الحرب اليهودية الرومانية الأولى
بدأت الحرب اليهودية الرومانية الأولى في عام 66 نتيجة التوترات الدينية بين اليونانيين واليهود، وتصاعدت النزاعات لاحقًا إلى احتجاجات مناهضة للضرائب واعتداءات على المواطنين الرومان. استجاب اليهود لتدمير الهيكل الثاني وإعدام ستة آلاف يهودي تقريبًا في أورشليم بالقيام بتمرد شامل. وسرعان ما اجتاح المتمردون الحامية الرومانية العسكرية، بينما فر الملك المؤيد للرومان، أغريباس الثاني، ومعه بقية المسؤولين الرومان هاربين من أورشليم. وحالما اتضح أن الأمر خرج عن السيطرة، بعث سيستيوس غالوس، الليغاتوس السوري، جيش سوريا المكون من فيلق الرعد الثاني عشر وبعض القوات المساعدة لاستعادة النظام وإخماد الثورة في أورشليم. ورغم تقدم الجيش في البداية، أوقع بهم المتمردون اليهود وهزموهم في معركة بيت حورون التي قُتل فيها 6,000 جندي روماني وهُزم فيها فيلق العقاب – وهو ما صعق القيادة الرومانية.
كُلف بعدها الجنرال المحنك المتواضع فسباسيان بسحق التمرد القائم في أورشليم. وعُين ابنه تيتوس نائبًا له في القيادة. اصطحب فسباسيان معه أربعة فيالق بالإضافة إلى قوات الملك أغريباس الثاني. وفي عام 67 غزا فسباسيان الجليل، وبعدها شنت قواته حملة متواصلة لإبادة المتمردين ومعاقبة السكان مع تجنب شن هجوم مباشر على مدينة أورشليم المحصنة التي كانت مكتظة بالمتمردين. وفي غضون بضعة أشهر تغلب فسباسيان وتيتوس على معاقل اليهود الكبرى في الجليل، واجتاحوا يودفات التي كان يقودها يوسف بن ماتيتياهو بعد حصار دام 47 يومًا. وفي ذات الأثناء باءت محاولة مناحم قائد السيكاري بالسطو على أورشليم بالفشل، وانتهى به الأمر بالإعدام. طُرد القائد القروي سيمون بن جيورا من أورشليم وشرع أنانوس بن أنانوس في تحصين المدينة.[بحاجة لمصدر]
رحل المتمردون الغيورون وآلاف المهاجرين بعد طردهم من الجليل وذهبوا إلى يهودا، ما أدى إلى حدوث اضطراب سياسي في أورشليم. انحصر الغيورون في البداية في مجمع المعبد، ثم تجلت النزاعات بين سكان أورشليم الصدوقيين وفصائل الغيورين من الشمال. وعندما وصل الإدوميون إلى أورشليم واتحدوا مع الغيورون، قُتل أنانوس بن أنانوس وتكبدت قواته خسائر فادحة. دعا القادة الصدوقيون سيمون بن جيورا الذي كان يقود جيشًا قوامه 15,000 رجل لمحاربة الغيورين، وسرعان ما تمكن من السيطرة على معظم المدينة. وتلا ذلك اقتتالًا داخليًا مريرًا بين الفصائل المعادية حتى عام 69.[بحاجة لمصدر]
عقب ركود العمليات العسكرية نظرًا للاضطرابات السياسية في روما، عاد فسباسيان إلى روما وأضحى إمبراطور روما الجديد في عام 69. وعقب رحيل فسباسيان، حاصر تيتوس مركز المقاومة اليهودية أورشليم في بداية عام 70. ورغم سقوط أول جدارين في غضون ثلاثة أسابيع، لاقى الجيش الروماني مقاومة عنيدة عندما حاولوا اقتحام ثالث الجدران وأغلظهم. وبعد حصار وحشي دام سبعة شهور حُرقت فيه جميع الإمدادات الغذائية للمدينة نتيجة الاقتتال الداخلي، تمكن الرومان أخيرًا من هزيمة القوات اليهودية المنهكة في صيف عام 70. وعقب سقوط أورشليم في يد الرومان، رحل تيتوس إلى روما، بينما كُلف الفيلق الروماني العاشر بهزيمة ما تبقى من المعاقل اليهودية، وانتهت الحملة الرومانية بسقوط حصن مسعدة في 73/74.